# Queralbs
Queralbs är en ort och kommun i Spanien.    Den ligger i provinsen Província de Girona och regionen Katalonien, i den nordöstra delen av landet, 500 km öster om huvudstaden Madrid. Queralbs ligger 1 879 meter över havet  och antalet invånare är 178.
Terrängen runt Queralbs är kuperad söderut, men norrut är den bergig. Queralbs ligger nere i en dal.Runt Queralbs är det ganska tätbefolkat, med 62 invånare per kvadratkilometer. Närmaste större samhälle är Ripoll, 16,7 km söder om Queralbs. I omgivningarna runt Queralbs växer i huvudsak blandskog.